# 広瀬隆 (ラジオDJ)
広瀬 隆（ひろせ たかし、本名：廣瀬 広（読みは同じ）。1955年〈昭和30年〉2月12日 - ）は、三重県四日市市出身のミュージシャン。めるへん堂のメンバーとして活躍しているほか、ラジオパーソナリティとしても活躍している。またレコード会社「ゆくりかRECORDS」を設立した。
息子は、名古屋市のFMラジオ局・ZIP-FMのミュージックナビゲーター・MEGURU。
1977年、京都学園大学経済学部卒業。2013年3月8日に松阪市ブランド大使に就任。

## 担当番組

### 過去の出演
- CBCラジオ 「小堀勝啓のわ!Wide とにかく今夜がパラダイス」[1][4]
- CBCラジオ 「土曜ワイド 広瀬隆のラジオでいこう!」（2001年 - 2016年、土曜日）
- CBCラジオ 「ビートルズ来日50周年記念番組「All My Loving〜ビートルズな夜」」（2016年4月3日 - (3ヶ月間)、日曜日)
- 岐阜放送ラジオ 「ナイトスクランブル 〜いそげ!ダイヤル1431〜」（1983年 - 1993年[1][4]）
- FM三重（レディオキューブ） 「KIRIN　HIRO'S　BAR」（金曜日）2005年4月-
- FM三重（レディオキューブ） 「広瀬隆のラジオ魂。」（月曜日 - 木曜日）-2017年3月30日
- FM三重（レディオキューブ） 「一日限定復活！広瀬隆のラジオ魂。」2022年3月21日